# Ipojuca
Ipojuca est une ville brésilienne du littoral de l'État du Pernambouc.

## Géographie
Ipojuca se situe par une latitude de 08° 24′ 00″ sud et par une longitude de 35° 03′ 45″ ouest, à une altitude de 10 mètres.
Sa population était de 69 781 habitants au recensement de 2007. La municipalité s'étend sur 527 km2.
Elle fait partie de la microrégion de Suape, dans la mésorégion métropolitaine de Recife.
Elle fait également partie de la région métropolitaine de Recife.